# Gerhard Barkhorn
General-locotenent Gerhard „Gerd” Barkhorn (n. 20 martie 1919, Königsberg, Statul Liber Prusia⁠(d), Imperiul German – d. 8 ianuarie 1983, Frechen, Republica Federală Germania, Germania) cu 301 victorii aeriene a fost cel de al doilea as de aviație cu cele mai multe victorii aeriene după colegul său din Luftwaffe pilotul Erich Hartmann. Barkhorn s-a înrolat în Luftwaffe în anul 1937 terminându-și perioada de pregătire ca pilot în 1939. 
Barkhorn a zburat în prima sa misiune de luptă în mai 1940 în timpul Bătăliei Franței apoi în Bătălia Angliei fără să înregistreze vreo victorie aeriană. 
Odată cu atacarea Uniunii Sovietice (Operațiunea Barbarossa), unitatea lui Barkhorn, JG52 a fost transferată în Est.
Prima lui victorie a fost în 2 iulie 1941, când în cea de-a 120-a sa misiune de luptă  Barkhorn a doborât un bombardier sovietic DB-3 apoi victoriile sale împotriva sovieticilor au crescut neîncetat. La 19 iulie 1942 a devenit "as într-o singură zi", doborând în acea zi șase avioane ovietice. 

În martie 1944 a primit cea mai înaltă distincție din  Wehrmacht, atunci când  a primit Crucea de Cavaler cu Frunze de Stejar și Săbii (Ritterkreuz mit Eichenlaub und Schwertern) pentru a 250-a victorie aeriană. Cu toate că este al doilea as al tuturor timpurilor,  Barkhorn nu a primit Diamantele pe lângă Crucea de Cavaler cu Frunze de Stejar și Săbii după ce a obținut a 300-e victorie a sa la 5 ianuarie 1945.

Barkhorn a zburat în 1.104 misiuni de luptă și a fost creditat cu 301 victorii pe Frontul de Est împotriva Forțele Aeriene ale URSS a Uniunii Sovietice pilotând avionul Messerschmitt Bf 109 și Focke-Wulf Fw 190D-9. El a zburat cu faimoșii Jagdgeschwader 52 (JG52) pe lângă ași ca piloții Erich Hartmann și Günther Rall, și în Jagdgeschwader 2 (JG 2). 

Avionul pilotat de asul Gerhard Barkhorn:

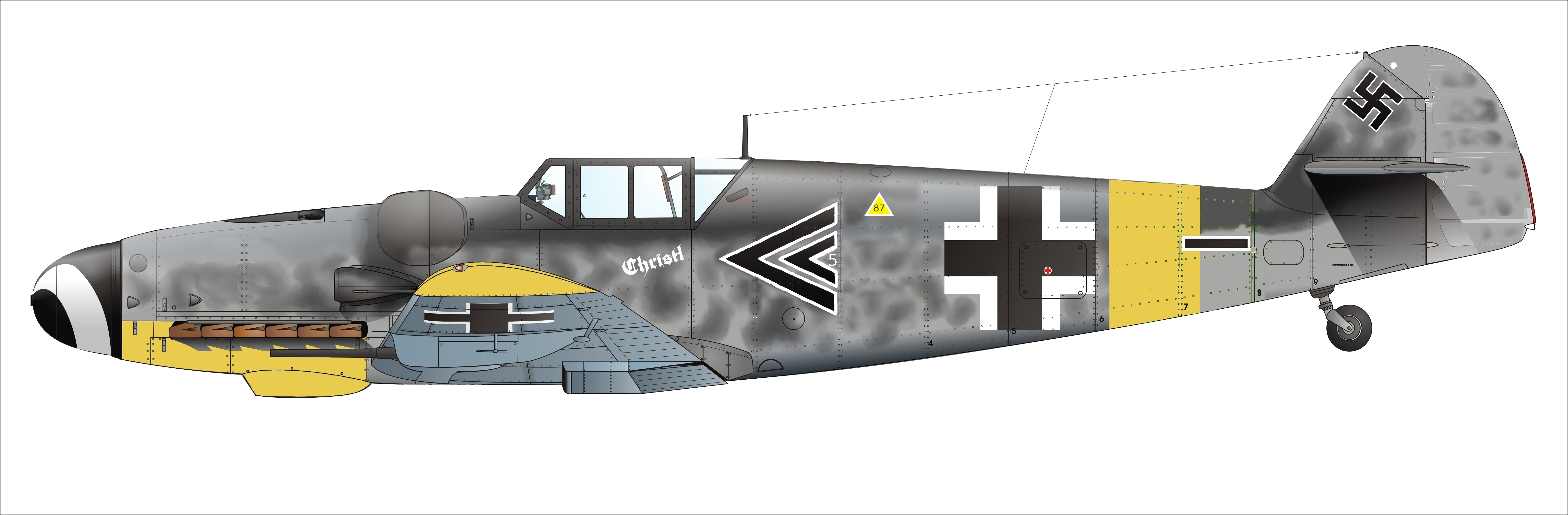
Messerschmitt Bf 109 G-6 al lui Gerhard Barkhorn când făcea parte din Stab II/JG52, Noiembrie 1943

## Decorații și distincții
- Insigna Răniți în negru[3]
- Ordinul piloților de front de aur cu fanion "1,100"[3]
- Insignă de pilot-observator[3]
- Ehrenpokal der Luftwaffe (20 iulie 1942)[4]
- Crucea germană de aur la 21 august 1942 ca Oberleutnant la unitatea 4./JG 52[5]
- Crucea de fier (1939)
  - clasa a II-a (23 octombrie 1940)[6]
  - clasa I-a (3 decembrie 1940)[6]
- Crucea de Cavaleri de Fier cu Frunze de Stejar și Săbii
  - Crucea de Cavaleri la 23 august 1942 ca Oberleutnant și Staffelkapitän în unitatea 4./JG 52[7][8]
  - a 175-a Frunză de Stejar la 11 ianuarie 1943 ca Oberleutnant și Staffelkapitän în unitatea 4./JG 52[7][9]
  - a 52-a Săbii pentru Crucea de Cavaler pe 2 martie 1944 ca Hauptmann și Gruppenkommandeur în unitatea II./JG 52[7][10]
- Menționat de două ori în Wehrmachtbericht